# Полицейская больница
Полицейская больница — медицинское учреждение, открытое в 1844 г. по инициативе Федора Петровича Гааза для бесприютных, заболевших на улице. Москвичи называли её Гаазовской.

## Исторический адрес
Больница располагалась по адресу: Малый Казённый переулок, 5.

## Здание
Здание Полицейской больницы было построено для графа В. С. Нарышкина в конце XVIII — начале XIX в. Архитектор неизвестен, считается, что он был учеником М. Ф. Казакова. До 1843 г. в усадьбе находился Ортопедический институт Московского воспитательного дома, который купил здание у его второго владельца — П. Н. Ивашева. Полицейская больница Гааза открылась здесь в 1844 г.
Во дворе больницы сейчас находится установленный в 1909 г. памятник Ф. П. Гаазу работы скульптора Н. А. Андреева.

## История
При жизни Гааза в больнице лечилось около 30 000 пациентов с самого дна, бесприютных, поступающих прямо с улиц: бедняки, сбитые экипажами, люди с отморожениями, голодающие, беспризорники. Гааз обязательно сам обходил всех страждущих. Больница помогала нуждающимся во всём, в чём могла: устраивала проезд до дома для приезжих из других городов, отправляла старых и немощных в богадельни, искала новые семьи для беспризорников.
У больницы не было государственного финансирования, содержать её помогали благотворители. Врач Гааз отдавал на нужды больницы все свои деньги, а сам жил в нищете. Помощь слабым и обездоленным была смыслом его жизни. С каждым годом число пациентов увеличивалось, и Гааз пытался получить денежную помощь со стороны города.
В 1910 г. Полицейская больница была переименована в честь Александра III и с тех пор получила простонародное название «Александровка». После 1917 г. она стала Красносоветской. С 1920 г. здесь был Институт инфекционных болезней имени И. И. Мечникова, в 1924—1959 гг. в здании больницы находился Институт гигиены труда и профзаболеваний. С 1959 г. в главном здании размещается НИИ гигиены детей и подростков — сначала АМН СССР, а теперь РАМН.